# Germania, ein Trauerspiel
Germania, ein Trauerspiel ist der Titel eines Dramas, das 1800 unter dem Pseudonym Pater Elias, angeblich Stiftspfarrer zu Weißenburg in Bayern, erschien. Das Stück hat neun Szenen und wurde in Versen geschrieben. Die Oktavausgabe erschien in Eichstätt beim Verleger Jacob im Druck und umfasste 48 Seiten.
Die Burleske spielt in einem sehr weltlichen Himmel, handelnde Personen sind Gottvater, Maria, Petrus, der Erzengel Michael, die allegorische Germania sowie zeitgenössische deutsche Fürsten, Minister, Generale, Schriftsteller und andere, die namentlich genannt und auf das Schärfste kritisiert werden.
In der Eingangsszene fragt Petrus seinen Bediensteten, ob der gemeldete weibliche Besuch mit dem Namen Germania hübsch sei. Diese ist jedoch krank, ermattet und zerlumpt. Gottvater, vergesslich, machtlos und alt, ist verärgert, dass nur etwa die Hälfte der Heiligen an dem von ihm einberufenen Konzil teilnimmt und unterbricht Germanias Bitte um Hilfe recht derb: „Halts Maul!“ Das „Trauerspiel“ endet mit dem Tod Germanias.
Das antikatholische Buch hinter dem eine aufgeklärte, pazifistische und republikanische Gesinnung steckt, wurde verboten und eingezogen, der Kolporteur sechs Tage lang inhaftiert und durch die Inquisition befragt, so dass das Werk keine Wirkung entfalten konnte. 1893 war es jedoch für Oskar Panizza eine der Hauptquellen bei der Abfassung seines skandalträchtigen Dramas Das Liebeskonzil. 1932 wurde es in einer einmaligen Ausgabe mit 100 Exemplaren neu herausgegeben und von Alfred Kubin illustriert.